# Граф де Вильямедьяна
Граф де Вильямедья́на — испанский дворянский титул. Он был создан 12 сентября 1603 года королем Испании Филиппом III для Хуана де Тассиса и Акуньи (? — 1607), коррео-майора Испании и посла в Англии. Хуан был сыном Раймунда де Тассиса (1515—1579) и Каталины де Акуньи.

## Графы де Вильямедьяна
| Креация создана королем Испании Филиппом III | Креация создана королем Испании Филиппом III   | Креация создана королем Испании Филиппом III |
| -------------------------------------------- | ---------------------------------------------- | -------------------------------------------- |
| I                                            | Хуан де Тассис и Акунья                        | 1603-1607                                    |
| II                                           | Хуан де Тассис и Перальта                      | 1607-1622                                    |
| III                                          | Иньиго Велес де Гевара и Тассис                | 1622-1658                                    |
| IV                                           | Каталина Велес де Гевара и Тассис              | 1658-1684                                    |
| V                                            | Иньиго Мануэль Велес Ладрон де Гевара и Тассис | 1684-1699                                    |
| VI                                           | Хосе Мария де Гусман и Велес де Гевара         | ? — 1781                                     |
| VII                                          | Диего Вентура де Гусман и Фернандес де Кордова | 1781-1805                                    |
| VIII                                         | Диего Исидро де Гусман и де ла Серда           | 1805-1849                                    |
| IX                                           | Мария дель Кармен де Гусман и Кабальеро        | 1850-1882                                    |
| X                                            | Диего дель Алькасар Гусман и Вера де Арагон    | 1883-1921                                    |
| XI                                           | Диего дель Алькасар и Рока де Тогорес          | 1921-1964                                    |
| XII                                          | Диего дель Алькасар и Каро                     | 1964-1994                                    |
| XIII                                         | Педро дель Алькасар и Нарваэс                  | 1994 — настоящее время                       |

## История графов де Вильямедьяна
- Хуан де Тассис и Акунья[исп.] (? — 1607), 1-й граф де Вильямедьяна. Сын Раймунда де Тассиса (1515—1579) и Каталины де Акуньи.

1. Супруга — Марианна де Перальта и Муньятонес. Ему наследовал их сын:

- Хуан де Тассис и Перальта (1582 — 21 августа 1622), 2-й граф де Вильямедьяна.

1. Супруга — Анна де Мендоса и де ла Серда. Ему наследовал его внучатый племянник:

- Иньиго Велес де Гевара и Тассис[исп.] (1597—1655), 3-й граф де Вильямедьяна, 8-й граф де Оньяте. Сын Иньиго Велеса Ладрона де Гевары и Тассиса (1566—1644) и Каталины Велес де Гевары и Орбеа, 5-й графини де Оньяте (? — 1607), внук Марианны де Тассис, сестры 1-го графа де Вильямедьяна.

1. Супруга — Антония Манрике де ла Серда и де ла Серда (? — 1662), дочь Бернардино Фернандеса Манрике де Лары и Мендосы де Арагона, 5-го маркиза де Агилар-де-Кампоо, и Антонии де ла Серды и Арагон. Ему наследовала их дочь:

- Каталина Велес Ладрон де Гевара и Манрике де ла Серда (ок. 1620—1684), 4-я графиня де Вильямедьяна, 9-я графиня де Оньяте.

1. Супруг — Бельтран Велес де Гевара (? — 1652), 1-й граф де Кампо-Реаль, 1-й маркиз де Кампо-Реаль и маркиз де Монреале (Сардиния).
2. Супруг — Рамиро Нуньес де Гусман (1600—1668), 2-й герцог Медина-де-лас-Торрес, 2-й герцог Санлукар-ла-Майор, 2-й маркиз дель Тораль, граф де Асналькольяр (второй брак был бездетным). Ей наследовал её сын от первого брака:

- Иньиго Мануэль Велес де Гевара (1642—1699), 5-й граф де Вильямедьяна, 2-й граф де Кампо-Реаль, 2-й маркиз де Кампо-Реаль.

1. Супруга — Луиза Клара де Линь (? — 1684), дочь Клода Ламораля, 3-го принца де Линь, и Клары Марии ван Нассау-Зиген. Его титул позднее получил его племянник, сын его сестры Мельчоры Велес де Гевары и Линь, 3-й маркизы де Гевара (? — 1727), и Себастьяна де Гусмана и Спинолы, 5-го маркизы де Монтеалегре (1683—1757):

- Хосе Мария де Гусман и Велес де Гевара[исп.] (22 сентября 1709 — 19 декабря 1781), 6-й граф де Вильямедьяна, 12-й граф де Оньяте (гранд Испании), 6-й маркиз де Монтеалегре, 7-й маркиз де Кинтана-дель-Марко, 4-й маркиз де Гевара, 5-й граф де Кампо-Реаль, 7-й граф де Кастронуэво и 7-й граф де лос Аркос.

1. Супруга — Мария Феличе Фернандес де Кордова и Спинола (1705—1748), дочь Николаса Фернандеса де Кордовы Фигероа и Агилар, 10-го герцога де Мединасели, 9-го герцога де Ферия, 10-го герцога де Сегорбе, 11-го герцога де Кардона, 8-го герцога де Алькала-де-лос-Гасулес, 7-го маркиза де Монтальбан, 9-го маркиза де прьего, 7-го маркиза де Вильяфранка, графа де Сафра.
2. Супруга — Буэнавентура (Вентура Франсиска) Фернандес де Кордова Фольк де Кардона Рекесенс и де Арагон (1712—1768), 11-я герцогиня де Сесса, 9-я герцогиня де Баэна, 10-я герцогиня де Сома, 15-я графиня де Кабра, 16-я графиня де Паламос, 10-я графиня де Оливето, 16-я графиня де Тривенто, графиня де Авеллино, 13-я виконтесса де Иснахар и 25-я баронесса де Бельпуиг. Ему наследовал его сын от первого брака:

- Диего Вентура де Гусман и Фернандес де Кордова[исп.] (10 ноября 1730 — 8 августа 1805), 7-й граф де Вильямедьяна, 13-й граф де Оньяте, 7-й маркиз де Монтеалегре, 8-й маркиз де Кинтана-дель-Марко, 5-й маркиз де Гевара, 17-й маркиз Агилар-де-Кампоо (гранд Испании), 8-й граф де Кастронуэво, 8-й граф де лос Аркос, 6-й граф де Кампо-Реаль, граф де Аньовер-де-Тормес, граф де Кастаньеда.

1. Супруга — Мария Исидра де ла Серда и Гусман (1742—1811), 19-я герцогиня де Нахера, 6-я маркиза де ла Лагуна-де-Камеро-Вьехо и 14-я графиня де Паредес-де-Нава. Ему наследовал их сын:

- Диего Исидро де Гусман и де ла Серда[исп.] (2 июня 1776 — 12 декабря 1849), 8-й граф де Вильямедьяна, 14-й граф де Оньяте, 19-й герцог де Нахера, 18-й маркиз Агилар-де-Кампоо (гранд Испании), 15-й граф де Паредес-де-Нава (гранд Испании), 8-й маркиз де Монтеалегре, 9-й маркиз де Кинтана-дель-Марко, 9-й граф де Кастронуэво, 9-й граф де лос Аркос, 7-й маркиз де ла Лагуна-де-Камеро-Вьехо, 17-й граф де Тревиньо, граф де Кастаньеда, граф де Валенсия-де-Дон-Хуан, 7-й граф де Кампо-Реаль и 6-й маркиз де Гевара.

1. Супруга — Мария дель Пилар де ла Серда и Мартин де Ресенде (1777—1812), дочь Хосе Марии де ла Серды и Сернесио, 5-го графа де Парсент, и Марии дель Кармен Антонии Марин де Ресенде Фернандес де Эредия, 5-й графини де Бурета
2. Супруга — Мария Магдалена Текла Кабальеро-и-Террерос (1790—1865), дочь Хуана Фернандо Кабальеро и Хулианы де Террерос. Ему наследовала его дочь от второго брака:

- Мария дель Кармен де Гусман-и-Кабальеро (3 июня 1820 — 3 мая 1882), 9-я графиня де Вильямедьяна.

1. Супруг — Серапио дель Алькасар-и-Вера де Арагон (1821—1880), 7-й маркиз де Пеньяфуэнте. Ей наследовал их сын:

- Диего дель Алькасар Гусман-и-Вера де Арагон (11 июля 1849 — 1 ноября 1921), 10-й граф де Вильямедьяна, 8-й маркиз де Пеньяфуэнте, 13-я графиня де Аньовер-де-Тормес, 6-я графиня дель Сакро-Романо-Империо, 2-я виконтееса де Туй.

1. Супруга — Мария дель Кармен Рока де Тогорес-и-Агирре-Соларте, дочь Мариано Рока де Тогореса и Карраско, 1-го маркиза де Молинс, и Марии дель Кармен де Агирре-Соларте и Альсибар. Ему наследовал их сын:

- Диего дель Алькасар-и-Рока де Тогорес (18 сентября 1882 — 31 июля 1964), 11-й граф де Вильямедьяна, 9-й маркиз де Пеньяфуэнте, 8-й граф дель Сакро-Романо-Империо.

1. Супруга — Мария де ла Пьедад Каро-и-Мартинес де Ирухо (1884—1965), 1-я герцогиня де Санто-Буоно, 8-я маркиза де ла Романа. Ему наследовал их сын:

- Диего дель Алькасар-и-Каро (8 октября 1925 — 28 октября 1994), 12-й граф де Вильямедьяна, 10-й маркиз де Пеньяфуэнте, 9-й маркиз де ла Романа, 15-й граф де Аньовер-де-Тормес, 9-й граф де Сакро-Романо-Империо.

1. Супруга — Мария Тереса Сильвела-и-Хименес-Аренас (род. 1925). Ему наследовал его внук, сын его сына Мариано дель Алькасара и Сильвелы (1951—1995):

- Педро дель Алькасар-и-Нарваэс (род. 1980), 13-й граф де Вильямедьяна.